# محوطه چغا سبز
محوطه چغا سبز مربوط به کالکولیتیک است و در شهرستان چرداول، بخش مرکزی، دهستان شباب، روستای چغا سبز واقع شده و این اثر در تاریخ ۲۳ بهمن ۱۳۸۵ با شمارهٔ ثبت ۱۷۳۶۲ به‌عنوان یکی از آثار ملی ایران به ثبت رسیده است.